# Ropociąg Baku-Tbilisi-Ceyhan

Mapa rurociągów gazowych i naftowych biegnących z Baku, na zielono ropociąg Baku-Tbilisi-Ceyhan

Ropociąg Baku-Tbilisi-Ceyhan (zwany również BTC) – rurociąg transportujący ropę naftową ze złóż nad Morzem Kaspijskim do Europy z ominięciem Rosji. 

## Historia
Budowę rurociągu, który miał stworzyć alternatywną drogę transportu azerbejdżańskiej ropy do Europy i jego przebieg zaproponował amerykański prezydent Bill Clinton. Decyzję o budowie podjęto w 1993 roku. Budowę prowadziła spółka AIOC, której 25% akcji otrzymał BP, a 19% SOCAR. Budowę sfinansowały Bank Światowy i EBOiR. W 2005 roku kazachski prezydent Nursułtan Nazarbajew podpisał umowę na dostarczanie do Baku 20 mln ton rocznie kaukaskiej ropy. 
Wzdłuż niego aż do Erzurum (Turcja) biegnie Gazociąg Południowokaukaski, który w przyszłości miałby być przedłużony w kierunku Europy Środkowej oraz ropociąg Baku-Supsa. Oddany częściowo do użytku w 2005 (do Tbilisi), w całości w 2006.
Rurociąg ma długość 1765 km. Największymi udziałowcami są BP i azerski SOCAR, do których w 2020 roku dołączył  węgierski MOL, który zakupił na giełdzie pakiet akcji azerskiego złoża i ropociągu BTC. 